# Aleksander Jełowicki

armoiries Bożeniec Jełowicki

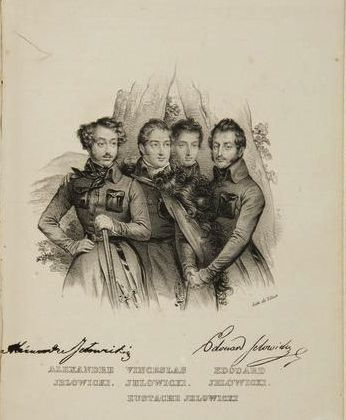
de g. à dr. Aleksander, Wacław (père), Eustachy et Edward Jełowicki en 1830

Aleksander Jełowicki, (armoiries Famille Jełowicki), né le 18 décembre 1804 à Hubnik, Volhynie en Galicie à l'époque, en Ukraine actuelle, et mort le 15 avril 1877 à Rome est un insurgent, activiste, poète, écrivain, traducteur et éditeur polonais, puis presbyte et "chanoine des artistes polonais" qui font partie de la Grande Émigration,.

## Jeunesse
Il est descendant de l'aristocratie ruthénienne, sa famille ayant intégrée la noblesse polonaise et s'étant convertie de l'orthodoxie au catholicisme au début de la formation de la république des Deux Nations. Aleksander est le deuxième fils de Wacław (Venceslas) Jełowicki, grand propriétaire et sa femme, Honorata née Jaroszyńska. Il a deux frères, dont l'aîné Édouard, insurgent, colonel dans les armées autrichienne et française, et ingénieur inventeur, puis Eustachy, insurgent et propriétaire, ainsi qu'une sœur, Hortensja, l'épouse de Piotr Sobański.
Après une éducation soignée à domicile avec ses frères, il est élève depuis la troisième classe au Lycée de Vinnytsia jusqu'en 1820. En septembre de cette même année, il entame des études en philosophie à l'université Jagellonne où il s'avère brillant étudiant et où le professeur J. Sołtykowicz se sert de ses compositions philosophiques pendant les cours. En 1824 sur l'ordre même du gouverneur russe du royaume du Congrès, le prince Constantin il est admis à l'université de Varsovie et en 1825 obtient sa maitrise en philosophie. (Selon R. Bielecki, il a fait des études en droit et en administration publique). En même temps, il suit les cours en littérature polonaise du professeur Ludwik Osiński et de Kazimierz Brodziński.
A la fin de 1825 il rentre à Hubnik pour épauler son père malade et s'occuper du domaine familial. En 1826 une épidémie du choléra se déclare dans la région et il s'empresse de porter des soins aux souffrants. La maladie qui affecte son père l'inspire à traduire l'ouvrage du chirurgien français, Louis Leroy, qu'il publie en Polonais à Varsovie en 1829, à ses propres frais, et en dirige les bénéfices aux pauvres de la région.

### Insurrection de Novembre
En 1830 il s'engage dans l'insurrection de Novembre en Volhynie, et y participe avec son père et ses deux frères. Il prend part aux combats de Dachiv, Tyvriv, Obodno et Majdan,. Il est adjudant sous-lieutenant et secrétaire du général Benoît Kołyszko.
Son père est tué lors d'une émeute à Majdan. Apres la défaite Aleksander et son frère, Édouard, réussissent de s'échapper derrière la frontière autrichienne mais ils sont mis en prison par les Autrichiens. En juin 1831, il regagne Varsovie et entre dans la Légion lithuano-russe. Le 9 juillet 1831 il entre dans le Sejm comme député du Haïssyn. Il y contribue sa description de l'insurrection en Podolie. Il est membre du 
Klub Patriotyczny et du Comite pour les Terres Russes, ayant l'idée d'une prochaine expédition afin de libérer l'est du royaume de l'emprise de l'Empire russe. Il prend part dans la défense de Varsovie en tant que canonier de l'artillerie de la Garde nationale. Le 4 octobre 1831 on lui décerne la croix d'or de l'ordre militaire de Virtuti Militari, no. 3706, qu'il refuse à l'instant au nom des insurgeants polonais.
Il part ensuite avec le Sejm à Zakroczym et traverse ensuite le royaume de Prusse pour regagner la Galicie. Il s'arrête pendant six mois à Lwow. Ayant appris qu'un Sejm va être rassemblé à l'étranger, en compagnie d'Adam Mickiewicz et d'Ignacy Domeyko, il traverse la Saxonie, la Bavière et Bade-Wurtemberg, et arrive à Paris le 21 juillet 1832. C'est à ce moment qu'annoncent les autorités russes la confiscation des domaines de la famille Jełowicki. Depuis ce moment il fait partie de la vie politique et intellectuelle de ses compatriotes exilés.

### Grande Émigration
Il s'implique dans les travaux de la commission représentative qui documente et rédige les persécutions du Tsar en Pologne. Il est membre du Sejm des insurgés a l'étranger. Il est membre de l'Association Lituanienne et des Terres Russes (Towarzystwo Litewskie i Ziem Ruskich) en 1832. Il est cofondateur et secrétaire de l'Association d'Aide Scolaire pour les Jeunes (Stowarzyszenie Naukowej Pomocy Młodzieży), en décembre 1832 il rédige avec Maurice Mochnacki une publication à ce sujet, O Towarzystwie Wzajemnej Pomocy (Paris, 1833). L'association établit une école militaire à Paris et trois écoles pour enfants, une à Châtillon-sous-Bagneux, à Nancy et une à Orléans.
Entre 1831 et 1832 il est actif dans le Comité national polonais de Joachim Lelewel (Komitet Narodowy Polski) et s'engage aussi entre octobre 1832 et mars 1834 dans le Comité national de l'émigration de Pologne et des Territoires annexés, (Komitet Narodowy Emigracji Polskiej), dit « Comité Dwernicki », sous la présidence du général Józef Dwernicki. Grâce à une proposition de Jełowicki en 1834, le comité qui se dissous, cède ses opérations à une Commission de Fonds Émigrants.
Il est membre fondateur de la Société Littéraire qui est devenue par la suite la Société historique et littéraire polonaise, reconnue d'utilité publique par Napoléon III (décret du 10 juin 1866) et en mai 1835 il est élu son secrétaire. Il est aussi membre du Comité des Terres Russes (Komitet Ziem Ruskich).
En 1833 il passe quelques mois en Suisse où il fait une expédition sur le Mont Blanc. De retour en France il devient mécène personnel d'Adam Mickiewicz. Il organise l'achat de 2 000 exemplaires de son recueil, Poezye volume IV, édité à Paris en 1832 et fait paraître son drame, les Aïeux III (1833), Pan Tadeusz (1834), et Księgi Pielgrzymstwa (1834). En 1834 il rend visite à son ami proche, et souffrant, Maurice Mochnacki, qui ne va pas tarder de mourir à Auxerre.

## Carrière

### Éditeur

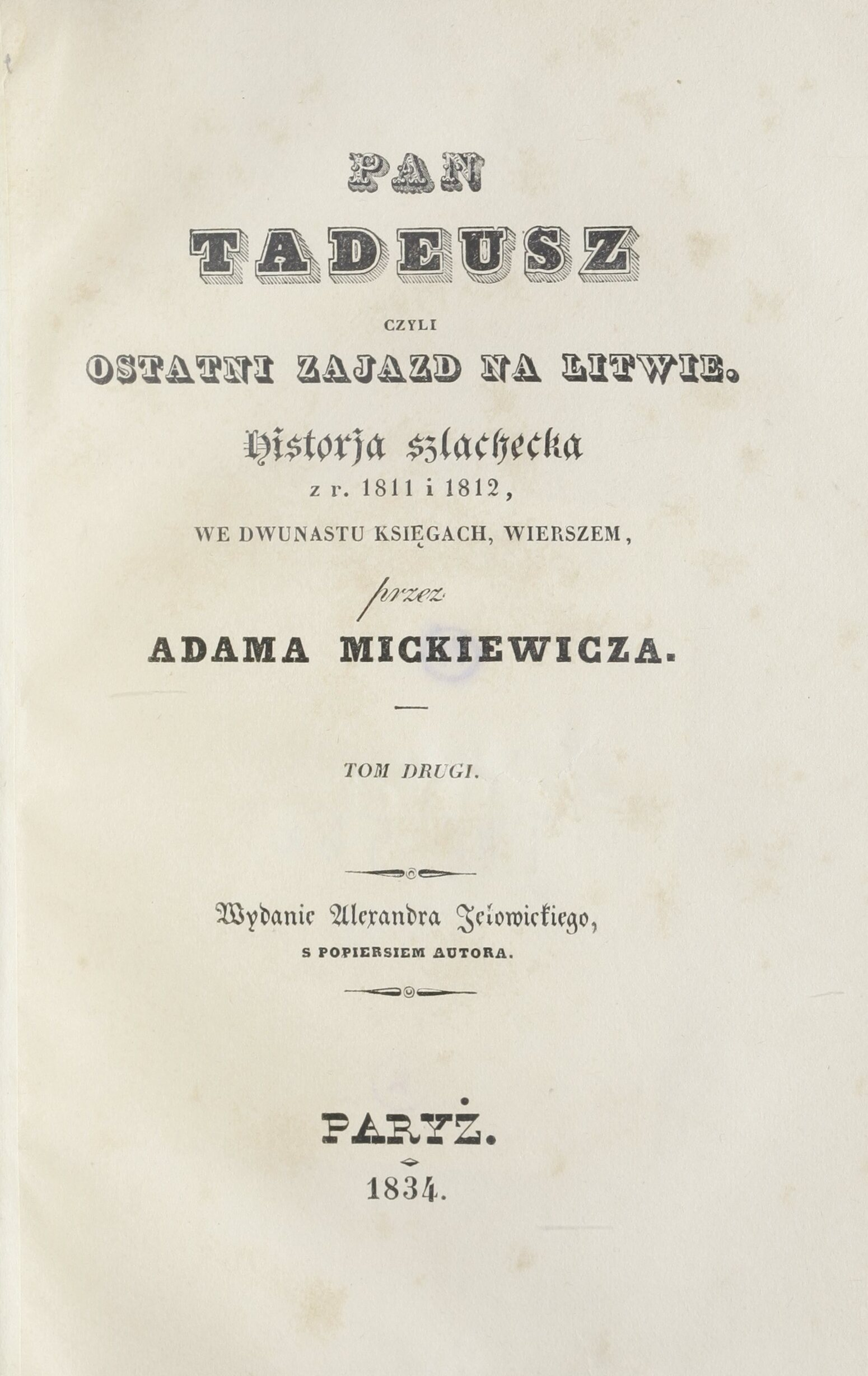
Pan Tadeusz, édition de A. Jełowicki

En juillet 1835 est formée la maison d'édition, Jełowicki i S-ka, avec Jelowicki, Eustache Januszkiewicz et Stefan Dembowski. Ils établissent en même temps une imprimerie et une librairie polonaise à Paris. Le contrat initial est pour trois ans et ils y apportent une somme de 15 000 francs et le dépôt des publications de Jełowicki. L'apport de Dembowski, un ami militaire cracovien de Jelowicki, est de 6 000 francs, or il meurt peu après. Les locaux de l'entreprise sont au coin de la rue de Seine et la rue des Marais-Saint-Germain et deviennent rapidement un lieu de rencontre des nouveaux arrivés de Pologne. Dans l'entresol du bâtiment se trouvent également les logements privés de Januszkiewicz et des frères Jelowicki, (Édouard et Aleksander). Durant les premiers quatre ans, la maison fait paraître 32 ouvrages. Avant la liquidation en 1841/42, il y a un taux de 97 ouvrages et une quinzaine de revues et de journaux.
Entre autres, sont parues les premières éditions des œuvres d'Adam Mickiewicz, Les Aïeux (Dziady), 3e partie, 1832 et Pan Tadeusz, 1834. Entre 1835 et 1838 il est à la tête de la maison d'éditions et de l'imprimerie qui portent son nom, Jełowicki i S-ka à Paris. Ses auteurs constituent une majeure part des grands littéraires polonais du XIXè siècle et comprennent Juliusz Słowacki, Zygmunt Krasiński, Julian Ursyn Niemcewicz, Kazimierz Brodziński, Wincenty Pol, Antoni Gorecki, Maurycy Mochnacki, Joachim Lelewel, Henryk Rzewuski, Klementyna Hoffmanowa, Ignacy Krasicki.
La veille de sa démarche spirituelle, en 1838 en tant que secrétaire de la Société Littéraire, il cofonde avec Karol Sienkiewicz la Bibliothèque polonaise de Paris.

### Prêtrise

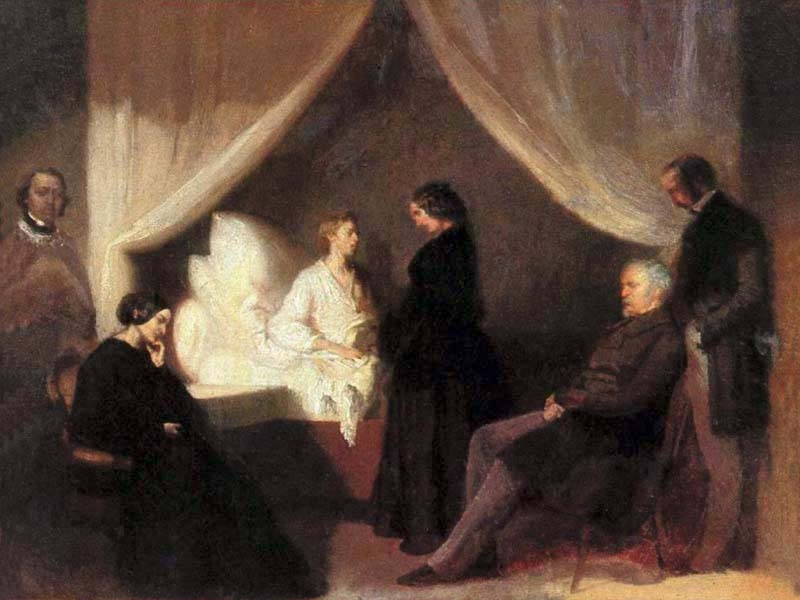
Derniers instants de Frédéric Chopin avec le père Jełowicki à l'extrême gauche de la toile de Teofil Kwiatkowski

La même année il entre au séminaire de Saint-Stanislas Kostka et ensuite au Grand séminaire de Versailles. En 1841 il est ordonné prêtre par Louis Blanquart de Bailleul, évêque de Versailles. En 1843 il fait sa profession religieuse auprès des Pères résurectionnistes. Il a une correspondance de longue durée avec le père général de la congrégation, située à Rome, Pierre Semenenko,.
En tant que chanoine des artistes polonais en exile, en octobre 1849 il confesse une dernière fois Frédéric Chopin et lui donne l'Extrême Onction. Il est présent aux derniers instants du compositeur qu'il décrit dans une lettre datée le 21 octobre 1849 et adressée à la comtesse Xawera Grocholska,.
Pendant la guerre franco-allemande de 1870, il est nommé aumônier militaire dans l'armée française et s'occupe des blessés 
. Il meurt lors d'un séjour à Rome en avril 1877. Sa dépouille est ramenée en France et inhumée au cimetière des Champeaux de Montmorency.